# Stenosoma bellonae
Stenosoma bellonae is een pissebed uit de familie Idoteidae. De wetenschappelijke naam van de soort is voor het eerst geldig gepubliceerd in 1968 door Daguerre de Hureaux.